# Munequita
Munequita is een geslacht van hooiwagens uit de familie Sclerosomatidae.
De wetenschappelijke naam Munequita is voor het eerst geldig gepubliceerd door Mello-Leitão in 1941. 

## Soorten
Munequita is monotypisch en omvat slechts de volgende soort:
- Munequita pulchra